# Sergio Pizzorno
Sergio Pizzorno (ur. 15 grudnia 1980 w Newton Abbot) – brytyjski wokalista, gitarzysta, multiinstrumentalista, autor tekstów piosenek, reżyser teledysków i producent muzyczny, współzałożyciel i lider zespołu indierockowego Kasabian.    

## Kariera muzyczna

### Kasabian

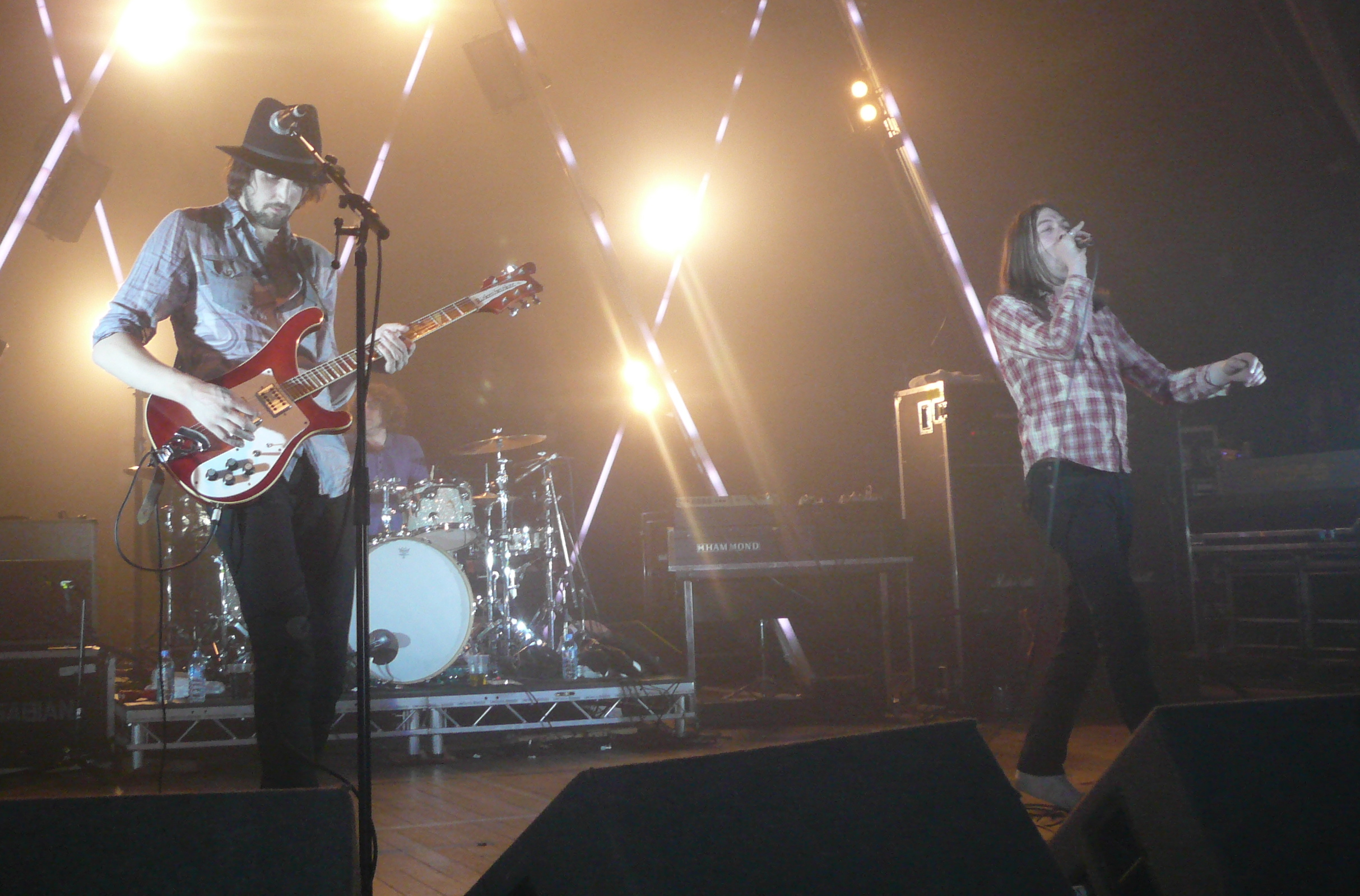
Sergio Pizzorno (po lewej) na koncercie zespołu Kasabian (2009)

W wieku 11 lat zainteresował się sceną rave. Rok później otrzymał mikser DJ-ski. Dostał następnie sampler oraz oprogramowanie Atari Cubase i zaczął tworzyć muzykę. W wieku około 15 lat zaczął komponować piosenki na gitarze. Wspólnie z Chrisem Edwardsem, kolegą ze szkoły Countesthorpe Leysland Community College w Leicesterze, uczyli się grać na gitarze. Postanowili założyć zespół muzyczny, na co wpływ miał panujący wówczas trend – Cool Britannia. 
W 1997 roku w Leicesterze współzałożył zespół rockowy Kasabian, początkowo pod nazwą Saracuse. Został jego gitarzystą i wokalistą, a także zaczął obsługiwać instrumenty perkusyjne, elektronikę, syntezator, gitarę basową i fortepian. Zajął się także pisaniem tekstów piosenek. W 2000 roku po raz pierwszy eksperymentował z oprogramowaniem muzycznym na pożyczonym komputerze i wspólnie z Chrisem Karloffem zaczął rozwijać rocka elektronicznego w stylu Primal Scream.
W 2001 roku jego zespół przemianowano na Kasabian, a pierwsze single grupy nagrał wraz z wokalistą Tomem Meighanem, gitarzystą Chrisem Karloffem, basistą Chrisem Edwardsem i perkusistą Ianem Matthewsem. Z zespołem wydał wszystkie albumy studyjne, a do 2017 roku były to: Kasabian (2004), Empire (2006), West Ryder Pauper Lunatic Asylum (2009), Velociraptor! (2011), 48:13 (2014) i For Crying Out Loud (2017). W 2010 roku zdobył z grupą Kasabian nagrodę Brit Awards dla najlepszego brytyjskiego zespołu.
6 lipca 2020 roku Meighan opuścił zespół z powodów osobistych, a Pizzorno został jedynym wokalistą grupy. Pierwszy album bez udziału Meighana, The Alchemist's Euphoria, wydano w 2022 roku, a kolejny Happenings dwa lata później.

### Inne projekty muzyczne
Współpracował z DJ-em Shadowem, występując gościnnie w utworze „The Tiger”, który znalazł się na albumie The Outsider wydanym w 2006 roku. Zaśpiewał także w utworze „White Blue & Red”, który pojawił się na albumie DJ-a Boca 45 o nazwie Forty Five, wydanym w 2019 roku.
W 2009 roku podpisał w Londynie kontrakt wydawniczy z Sony/ATV, który objął jego teksty piosenek dla projektów spoza Kasabian.
Skomponował muzykę do brytyjskiego filmu Londyński bulwar, którego premiera miała miejsce 26 listopada 2010 roku.
Wspólnie z artystą Noelem Fieldingem współtworzył projekt pn. Loose Tapestries, w ramach którego 21 kwietnia 2012 roku z okazji Record Store Day wydał limitowany album The Luxury Comedy Tapes, zawierający utwory muzyczne, szkice i śpiew mówiony z serialu komediowego Noel Fielding's Luxury Comedy. W czerwcu 2016 roku wydali drugi album o nazwie N.H.S., który w większości zawierał muzykę z drugiego sezonu Noel Fielding's Luxury Comedy.
14 maja 2019 roku zapowiedział wydanie swojego debiutanckiego albumu studyjnego jako The S.L.P., udostępniając pierwszy sinbgiel „Favourites”, w którym gościnnie wystąpiła Little Simz. Drugi singiel, „Nobody Else”, został zaprezentowany 20 czerwca tego samego roku. Trzecim i ostatnim singlem był utwór „((trance))”, wydanym w połowie sierpnia. Premiera debiutanckiej płyty o tej samej nazwie, utrzymana w stylu neo-psychodelicznym i alternative dance, miała miejsce 30 sierpnia 2019 roku. Pizzorno sam wyprodukował płytę, nagrywając ją w studiu The Sergery. O swoim projekcie solowym powiedział: „Idąc naprzód, chciałbym więcej współpracować i bardziej otworzyć te drzwi. Projekt The S.L.P. stanie się miejscem, do którego mogę pójść i po prostu robić, co mi się podoba. To takie ważne. Moje życie w zespole i moi chłopcy, to część mnie, która zostanie tam na zawsze, ale jest coś innego, co muszę z siebie wyrzucić, inaczej nie będę w stanie iść naprzód”. 
Jego ulubionym gitarzystą jest Keith Richards. Ponadto duży wpływ na jego życie miał Liam Gallagher oraz zespół Radiohead.
Posiada domowe studio nagraniowe o nazwie The Sergery w Leicesterze.

## Pozostała działalność
Przed powstaniem zespołu Kasabian był zawodnikiem testowym Nottingham Forest F.C. W listopadzie 2010 roku pojawił się na stadionie Wembley, aby wraz z Noelem Gallagherem wziąć udział w losowaniu par trzeciej rundy Pucharu Anglii. Brał udział w charytatywnym meczu Soccer Aid na Old Trafford w Manchesterze 27 maja 2012 roku – jako zawodnik drużyny Rest Of The World w przegranym przez jego zespół meczu (3–1) strzelił gola zespołowi England XI. Otrzymał następnie tytuł Man Of The Match.
W lipcu 2024 roku wystąpił w programie dla dzieci CBeebies Bedtime Stories, w którym czytał książkę Lucy Rowland Unicorns Don't Love Sparkles w Worthy Farm podczas festiwalu Glastonbury.
Współpracował z włoską marką odzieży sportowej C.P. Company celem stworzenia specjalnej edycji poncza „The Mind's Eye”. W połowie 2025 roku zaprojektował jednego z 40 półtorametrowych płóciennych słoni, które powstały w ramach szlaku artystycznego Stomp Round w rodzinnym Leicesterze, wspierając w ten sposób działalność hospicjum LOROS.
Reżyseruje także teledyski, w tym do zespołu Kasabian, a także do swojego projektu solowego The S.L.P..

## Życie prywatne
Posiada włoskie korzenie. Jego dziadek przyjechał do Wielkiej Brytanii zaraz po II wojnie światowej. Jest żonaty. Ma dwóch synów, Ennio i Lucio. Przyjaźni się z Noelem Fieldingem, który jest ojcem chrzestnym jego dzieci. Ma także starszą o dziesięć lat siostrę.
Mieszka w hrabstwie Leicestershire. Jest kibicem Leicester City F.C. Uprawia biegi. W 2024 roku ukończył maraton we Florencji bez wcześniejszego treningu.

## Dyskografia

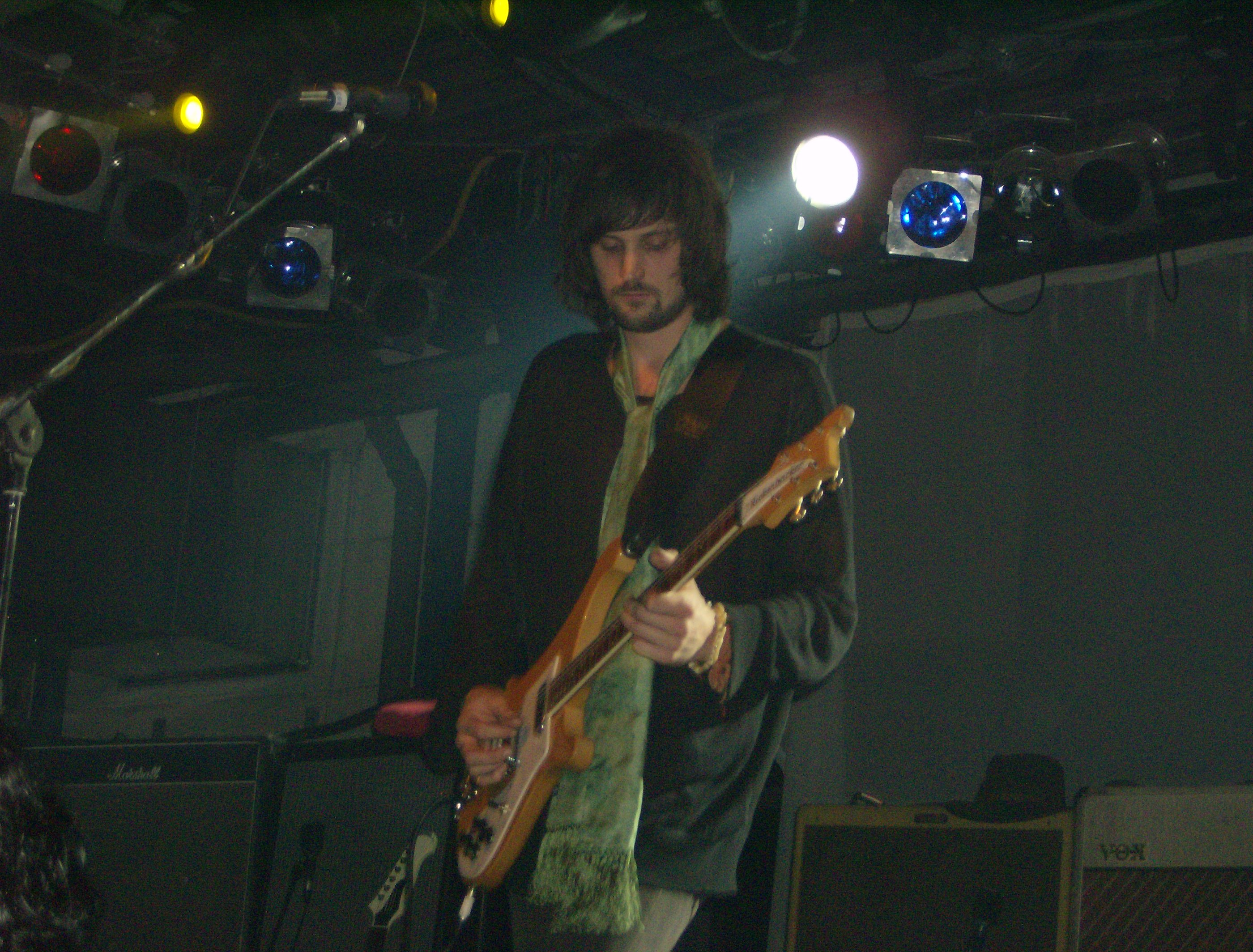
Sergio Pizzorno na koncercie zespołu Kasabian w Monachium (2007)

### Kasabian
- Kasabian (2004)
- Empire (2006)
- West Ryder Pauper Lunatic Asylum (2009)
- Velociraptor! (2011)
- 48:13 (2014)
- For Crying Out Loud(inne języki) (2017)
- The Alchemist's Euphoria(inne języki) (2022)
- Happenings(inne języki) (2024)

### Loose Tapestries
- The Luxury Comedy Tapes (2012)
- N.H.S. (2016)

### The S.L.P.
- The S.L.P. (2019)

## Nagrody i wyróżnienia
- Doktor honoris causa University of Leicester (2025)[37]